# Peräjävaara
Peräjävaara är en by i Pajala kommun. Byn är belägen 20 kilometer nordväst om Pajala invid länsväg 395. I december 2015 hade Peräjävaara 14 folkbokförda invånare över 16 år.
Byns äldsta historia är okänd, men det är känt att Margit Nilsson Elengius födde fyra barn i byn under åren 1767-1774.
I Peräjävaara finns en bystugeförening, logi och stuguthyrning. Varje år första lördagen i april genomförs en pimpeltävling på sjön Murtojärvi och i slutet av juli genomförs en laxfisketävling.